# Carnuts
|  | No s'ha de confondre amb Carns o Carnonaques. |

Els carnuts (llatí Carnutes) foren un poble de la Gàl·lia. En temps de Cèsar ocupaven un extens territori entre el Sena i el Loira. La seva ciutat principal era Cènabum (actual Orleans) i també era important Autricum (Chartres, el nom actual de la qual deriva d'aquest poble); altres ciutats importants eren Durocasis (Dreux), Diodurum i Belca. Els seus veïns eren el bitúriges al sud i els sènons a l'est.

## Història

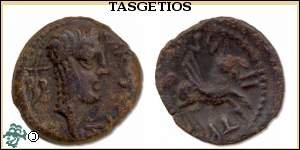
Moneda de bronze dels carnuts, amb la inscripció TASGETIOS

Cèsar diu que els druides es reunien una vegada a l'any al país dels carnuts. El poble tenia els seus propis reis. Tasgeci (Tasgetius), de la família reial, va ajudar Cèsar durant la Guerra de les Gàl·lies i fou establert com a rei pels romans, però fou assassinat pels seus súbdits després de tres anys de regnat; els carnuts van haver de donar ostatges a Cèsar i els rems van intercedir per ells davant el cònsol romà. En aquest temps els carnuts eren dependents d'aquest poble, probablement per decisió de Cèsar o després de la mort de Tasgetius.
Al setè any de guerra (52 aC) els carnuts es van revoltar contra Cèsar i van matar els negociadors romans a Cènabum. El procònsol romà va incendiar Cènabum i la ciutat fou saquejada. Els carnuts van enviar dotze mil guerrers a Vercingetòrix que estava assetjat a Alèsia, i foren derrotats junt amb la resta dels gals rebels, però a l'hivern següent encara combatien fins que finalment foren sotmesos i van haver de donar ostatges; aquesta submissió va influir en la dels gals més a l'oest. Cèsar va fer matar Gutuatrus, el cap carnut que va induir el seu poble a la revolta.

## Etimologia
Els carnuts que Cèsar es trobà a la Gàl·lia eren un poble antic, si més no el seu nom ho era. Livi comptava els carnuts entre els gals que, dirigits pel semillegendari Bellovesos, emigraren a Itàlia en temps de Tarquini el Vell (s. VI aC). Es podrien relacionar aquests carnuts amb els Carni citats pel mateix Livi i per Plini com a instal·lats al nord-est del Vèneto i que donaren el seu nom a la Càrnia del Friül, la Carniola eslovena, els Alps Càrnics veïns i potser la Caríntia austríaca (tot i que el seu antic nom, Carantonia, convida a descartar-ne aquest origen).
Aquests celtes muntanyencs donaren peu a la hipòtesi etimològica més estesa: el nom dels carnuts es basaria en un cèltic *karno (irl. * carn, gaèl. * cairn), pila de pedres, monticle rocós. Aquesta forma –o una de propera– es testimonia a la toponímia de la regió de Chartres. S'han aventurat altres explicacions, totes elles problemàtiques: per a alguns estudiosos, hi hauria la possibilitat que el nom evoqués l'antiga relació dels celtes amb els megàlits; d'altres vinculen el nom dels carnuts amb el del déu Cernunnos, per mitjà d'una arrel que significaria « banyes », però la proposta és tan desestimada avui dia com l'antiga idea dels elms amb banyes dels celtes, els quals s'ha demostrat que mai no varen ser habituals.
Una teoria més recent fa remuntar l'etnònim a una arrel i-e *ker/kor d'on vindria el nom cèltic del gènere de plantes Cornus (entre elles, el sanguinyol) i que posaria en relació, per mitjà d'un «arbre-tòtem», els carnuts amb les dues cornualles (l'armoricana i la insular). Però cal ser escèptics, encara no hi ha consens pel que fa al significat d'aquest nom.